# آدام ماتوشچیک
آدام ماتوشچیک (زاده ۱۴ فوریهٔ ۱۹۸۹) بازیکن فوتبال اهل کشور لهستان است.
وی سابقه ۱۹ بازی و ۱ گل ملی برای تیم ملی فوتبال لهستان در کارنامه دارد، همچنین پست تخصصی او، هافبک است.